# Doug Janik
Doug Janik (Agawam, 26 marzo 1980) è un allenatore di hockey su ghiaccio ed ex hockeista su ghiaccio statunitense.